# Akhandhalli, Jevargi
Akhandhalli là một làng thuộc tehsil Jevargi, huyện Gulbarga, bang Karnataka, Ấn Độ.